# モンタナーゾ・ロンバルド
モンタナーゾ・ロンバルド（伊: Montanaso Lombardo）は、イタリア共和国ロンバルディア州ローディ県にある、人口約2,300人の基礎自治体（コムーネ）。

## 地理

### 位置・広がり

#### 隣接コムーネ
隣接するコムーネは以下の通り。
- ボッファローラ・ダッダ
- ガルガニャーノ
- ローディ
- ムラッツァーノ
- タヴァッツァーノ・コン・ヴィッラヴェスコ

### 気候分類・地震分類
気候分類では、zona E, 2557 GGに分類される。
また、イタリアの地震リスク階級 (it) では、zona 3 (sismicità bassa) に分類される。